# When All is Said and Done
When All is Said And Done är en sång skriven av Björn Ulvaeus och Benny Andersson, samt inspelad av den svenska popgruppen Abba och släppt som singel i USA den 31 december 1981.

## Sången
Abba bestod av två par som senare skilde sig. Precis som låten "The Winner Takes It All" från 1980 beskrev skilsmässan mellan Björn Ulvaeus och Agnetha Fältskog, beskriver "When All Is Said and Done" skilsmässan mellan Anni-Frid Lyngstad och Benny Andersson. Då inspelningen påbörjades i mars 1981 hade bara en månad gått sedan separationen.
Anni-Frid Lyngstad sjunger verserna. Abba spelade även in sången med text på spanska, som "No Hay a Quien Culpar" ("Det finns ingen att beskylla"), som släpptes på singel i Mexiko och på flera håll i Sydamerika.

## Mottagande
"When All Is Said and Done" hade störst framgångar i USA, med topplaceringen 27 på Billboard Hot 100, och blev Abba:s sista 40-i-topphit där. På Billboards lista Adult Contemporary nådde sången placeringen 10 och var gruppens åttonde och sista 10-i-topphit. På Billboards dans- och discolista nådde den topplaceringen 7.

### Fotnoter
1. ↑  ”1981” (på engelska). ABBA Annual. 10 mars 1981. http://abbaannual1981.blogspot.com/. Läst 3 december 2010.